# Ихтиорнис
Ихтио́рнис (лат. Ichthyornis, буквально: рыбья птица) — род зубастых морских птиц из клады птицехвостых, живших в позднем меловом периоде на территории Северной Америки. Единственным валидным видом признан Ichthyornis dispar. Ископаемые остатки найдены в меловых залежах Альберты, Алабамы, Канзаса, Нью-Мексико, Саскачевана, Техаса и Мексики, которые образовывались в районе Западного внутреннего моря с туронского по поздний кампанский века (93—83,5 млн лет назад). Ихтиорнисы являются типичными представителями ниобрарской фауны. Найдено большое количество окаменелых остатков, принадлежащих этим птицам.
Открытие ихтиорниса является исторически значимым событием, поскольку проливает свет на эволюцию птиц. Это был один из первых найденных доисторических родственников птиц; Чарльз Дарвин отметил его роль в первые годы после создания эволюционного учения. Ихтиорнис остаётся важным и сегодня, поскольку является одним из немногих птицехвостых мезозоя, известных по более чем нескольким экземплярам.
Согласно исследованию 2021 года, возможной причиной вымирания птицы было то, что из-за примитивного строения мозга (реконструированного на основании ископаемых черепов) она не смогла приспособиться к быстро меняющимся условиям.

## Описание

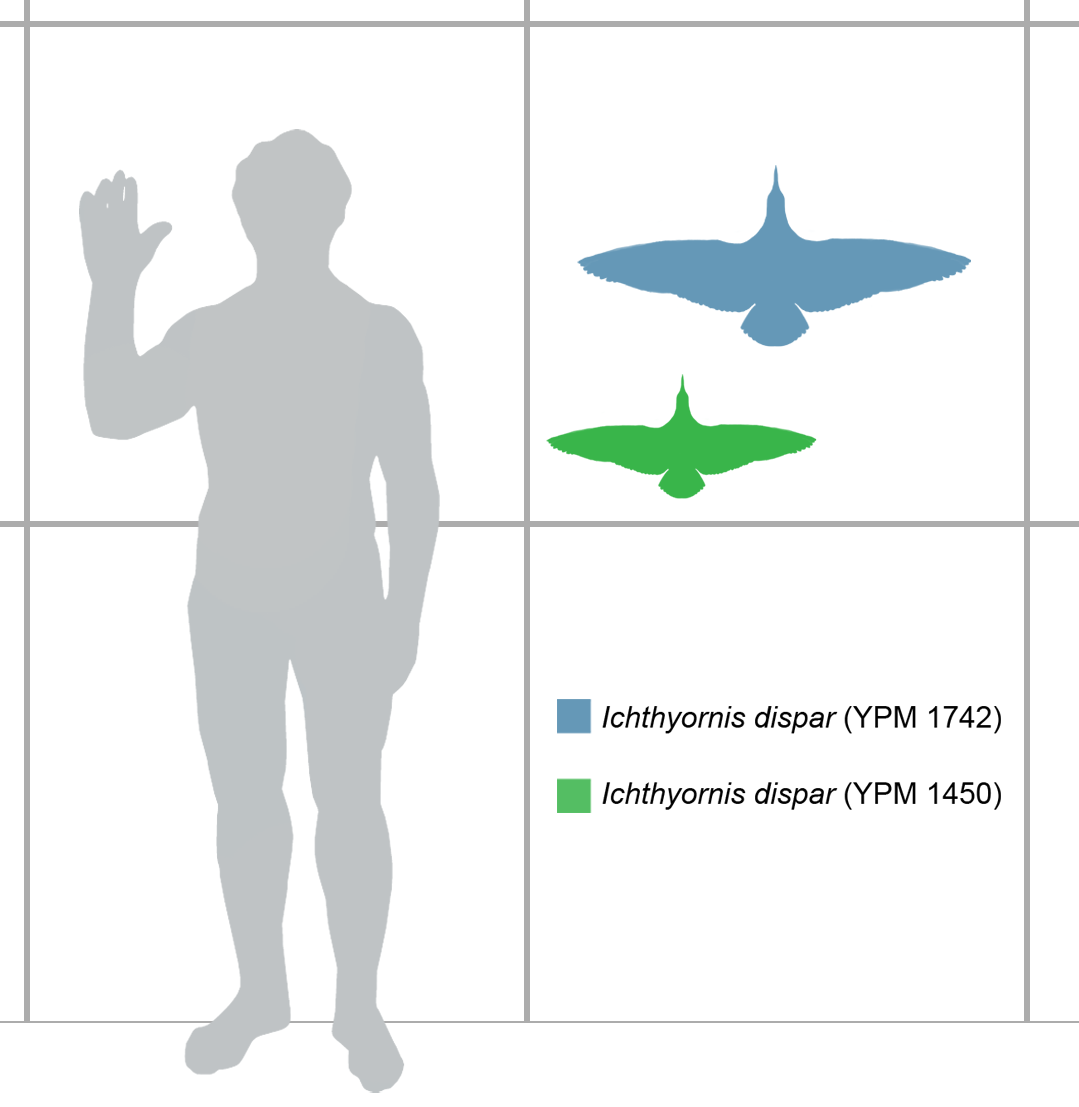
Сравнительные размеры двух образцов I. dispar: YPM 1742 (синий) и YPM 1450 (зелёный) в сравнении с человеком. Оба образца представляют взрослых особей, но YPM 1450 древнее приблизительно на 1 миллион лет

Считается, что ихтиорнисы были мезозойским аналогом современных морских птиц, таких, как чайки, буревестники и водорезы. Средний образец был размером с голубя — 24 сантиметра в длину, со скелетным размахом крыльев (без учёта перьев) около 43 сантиметров, хотя у разных образцов присутствует значительная разница в размере — в меньшую или большую стороны, чем типовой образец Ichthyornis dispar:27.
Ихтиорнис примечателен прежде всего двояковогнутой формой позвонков (похожих на рыбьи, за что таксон и получил своё название), а также другими особенностями скелета, отличающими его от близких родственников. Кроме того, возможно, ихтиорнис наиболее известен своими зубами. Зубы присутствовали только в средней части верхней и нижней челюстей. Кончики челюстей зубов не имели и были покрыты роговым чехлом. Клювы ихтиорнисов, как и клювы гесперорнисообразных, состояли из нескольких отдельных пластин, как у альбатроса, а не из единой пластинки кератина, как клювы большинства современных птиц. Зубы ихтиорнисов были более уплощёнными, чем округлые зубы крокодилов, хотя и расширялись к основанию коронки. Кончики зубов загибались назад и не несли зубчиков:80—83. Хотя внешний вид крыльев и грудины ихтиорнисов выглядит очень современно (что предполагает отличную способность к полёту), наличие зубов в челюстях является архаичным признаком.

## Геохронология и эволюция

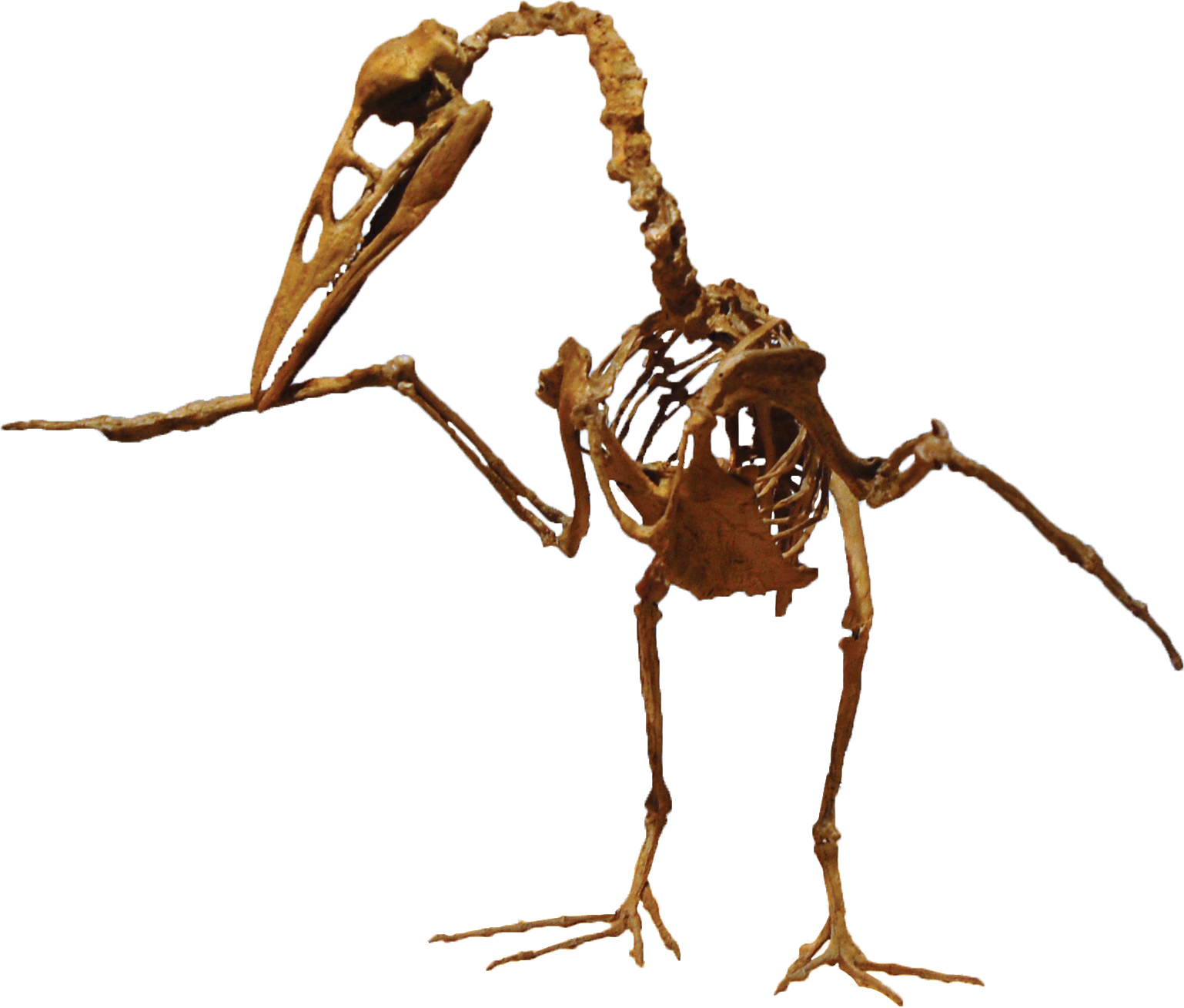
Слепок скелета

Окаменелые остатки ихтиорнисов найдены во всех горизонтах ниобрарской формации, начиная со слоёв, относящихся к позднему коньякскому ярусу (89,8—86,3 млн лет назад) до кампанского яруса (около 83,5 млн лет назад). Ещё более ранние остатки, приписываемые ихтиорнисам, были найдены в формации Гринхорн в Канзасе (США), начиная с нижнего туронского яруса (приблизительно 93 млн лет назад). Более древние экземпляры были, как правило, меньше по размеру, чем более новые. Как более древние (мелкие), так и более молодые (крупные) экземпляры показывают признаки того, что птицы достигли зрелости и происходили из одного и того же географического региона. Вполне вероятно, что особи вида Ichthyornis dispar, населявшего в течение нескольких миллионов лет экосистему Западного Внутреннего моря, постоянно увеличивались в размерах.

## История изучения

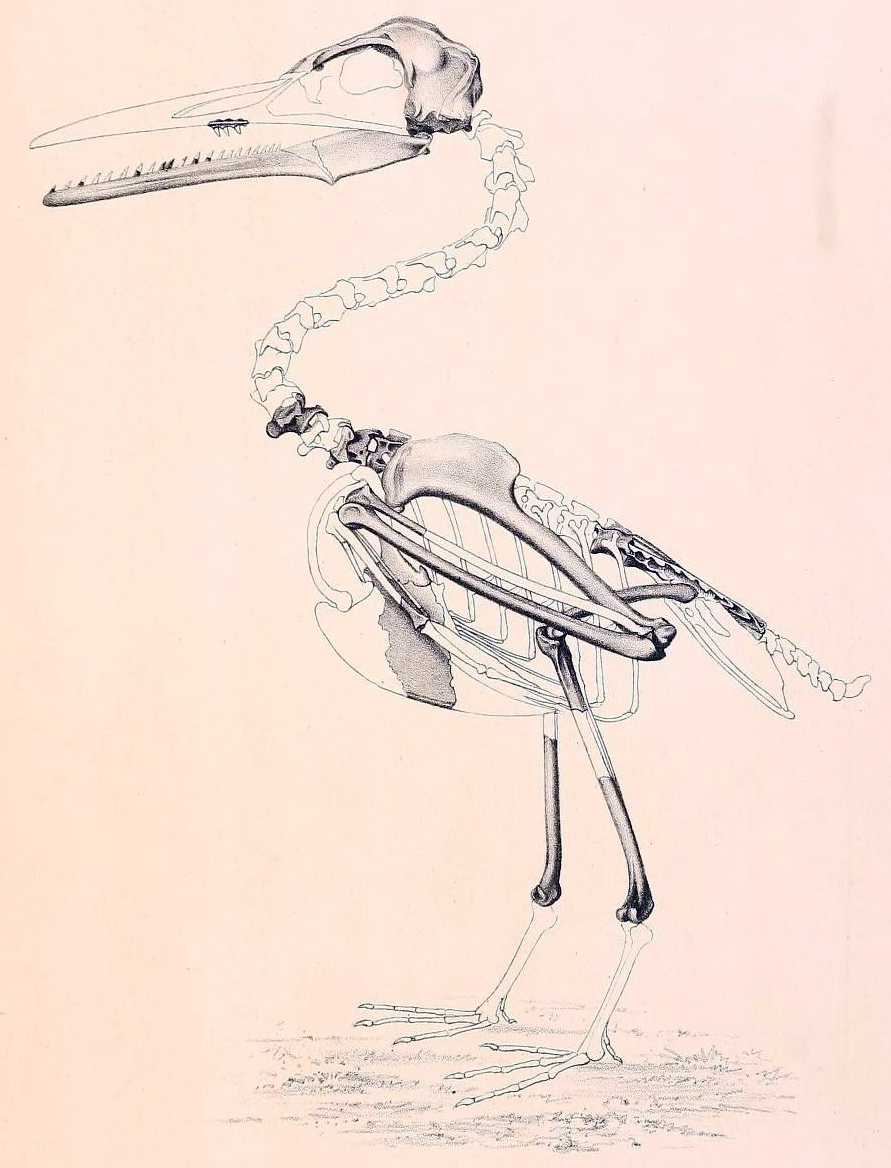
Реконструкция скелета, основанная на голотипе I. dispar

Ихтиорнисы были одними из первых найденных мезозойских авиалов и первыми известными зубастыми птицами, что сделало открытие этого рода знаковым в истории палеонтологии. Окаменелости ихтиорнисов важны и сегодня, поскольку представляют одного из ближайших родственников современных птиц и одну из немногих мезозойских птиц, известную по многочисленным экземплярам.
Окаменелые остатки ихтиорниса впервые обнаружил в 1870 году Бенджамин Франклин Мадж, профессор Канзасского сельскохозяйственного колледжа, который восстановил первоначальные окаменелости из Норт-Форка, берег реки Соломон, штат Канзас, США. Мадж был плодовитым собирателем ископаемых, который отправлял свои находки для изучения выдающимся учёным своего времени. Ранее Мадж тесно сотрудничал с палеонтологом Эдвардом Дринкером Копом из Академии естественных наук в Филадельфии. Однако, как описал С. У. Уиллистон в 1898 году, позднее Мадж связался с Отниелом Чарльзом Маршем, непримиримым соперником Копа в Костяных войнах, чтобы собрать и идентифицировать окаменелости на Американском Западе. В 1872 году Марш написал Маджу письмо, где предложил ему бесплатно идентифицировать любые важные окаменелости и предоставить Маджу кредит за их открытие. В молодости Мадж и Марш были хорошими друзьями, поэтому, когда Мадж узнал о предложении Марша, он поменял адрес на посылке с образцом ихтиорниса (которая была адресована Копу и готова к отправке) и отправил Маршу. Таким образом Марш стал первоописателем важной окаменелости за счёт своего соперника.
Тем не менее изначально Марш не осознавал научную важность ископаемого. Вскоре после получения посылки он сообщил Маджу, что меловая плита содержит остатки двух различных животных: кости небольшой птицы и зубастые челюсти неизвестной рептилии. Марш посчитал, что двояковогнутые шейные позвонки птицы похожи на рыбьи и назвал новой род Ichthyornis — «рыбная птица». Позднее Марш описал зубастые челюсти как новый вид морской рептилии, названный им Colonosaurus mudgei. Сходство нижней челюсти и зубов ихтиорнисов с таковыми у мозазавров настолько велико, что ещё в 1954 году Дж. Т. Грэгори утверждал, что они принадлежали миниатюрному виду или молодой особи животного, связанного с клидастом.

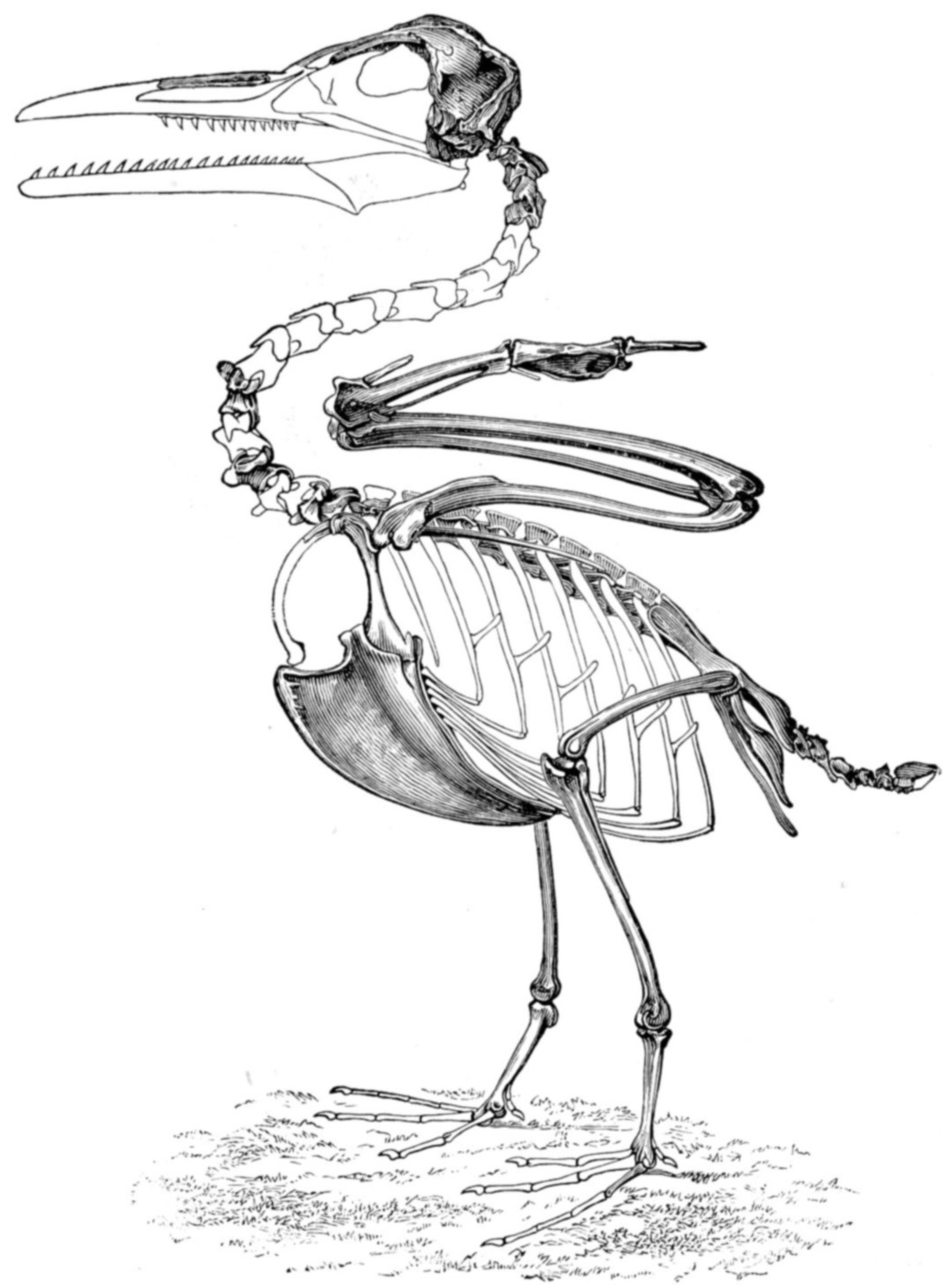
Реконструкция скелета, основанная на голотипе I. victor (ныне I. dispar), выполненная О. Ч. Маршем

К началу 1873 года Марш признал свою ошибку. После дальнейшей препарации и извлечения костей черепа из породы он обнаружил, что зубастые челюсти принадлежали самой птице, а не морской рептилии. Из-за ранее неизвестных особенностей ихтиорниса (зубов и вогнутых позвонков) Марш решил ввести в систематику совершенно новый подкласс Odontornithes («зубастые птицы») и новый отряд Ichthyornithes (позднее переименованный в Ichthyornithiformes). Единственной другой птицей, включённой в отряд, был недавно описанный Apatornis, которого Марш ранее описал как вид ихтиорниса, Ichthyornis celer. Позднее Мадж отметил редкое и уникальное качество этих зубастых птиц, включая гесперорниса, у которого также обнаружили зубы в 1877 году, и иронию их связи с остатками беззубых птерозавров, которые в то же время были зубастыми в других регионах мира.
Вскоре после открытия окаменелостей ихтиорниса отметил Чарльз Дарвин. В 1880 году в письме Маршу он написал, что ихтиорнис и гесперорнис «оказали лучшую поддержку теории эволюции», представленную им в работе «Происхождение видов» в 1859 году:5 (несмотря на то, что первым известным мезозойским авиалом был археоптерикс, который также имел зубы, первый его экземпляр с черепом не был описан до 1884 года).
В то же время находились и другие люди, признававшие значимость открытия почти современной птицы с зубами рептилии и опасавшиеся вызванных этим противоречий. Один из учеников Йельского университета описывал группы мужчин и женщин, уговаривавших профессора Марша скрыть ихтиорниса от широкой общественности, поскольку открытие зубастой птицы оказывает слишком большую поддержку теории эволюции. Многие обвиняли Марша в том, что он подделал ископаемые или умышленно создал мистификацию, связав рептильные челюсти с телом птицы. Положение ихтиорниса оставалось спорным по крайней мере до середины 1960-х. Тем не менее, подавляющее большинство исследователей позднее согласились с тем, что интерпретация Марша была верной:5.

## Музейные экспонаты

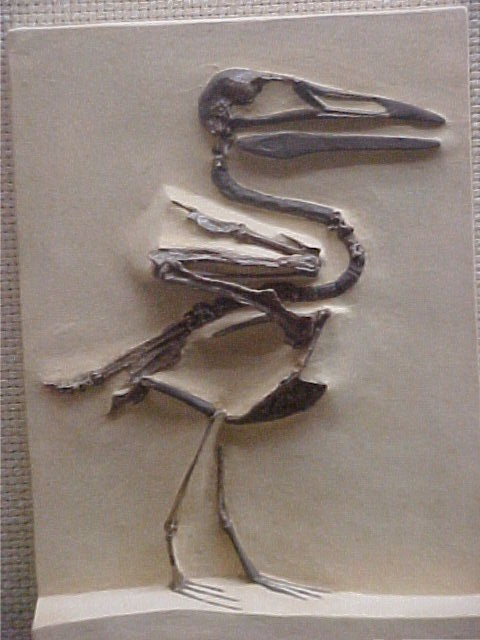
Слепок изначальной монтажной панели с образцом «I. victor» (ныне I. dispar), Музей естественной истории Пибоди

На рубеже XX века Музей естественной истории Пибоди при Йельском университете, где находилось большинство экземпляров ихтиорниса, начал размещать многие из самых интересных и важных образцов в Большом зале музея. Для ихтиорниса были созданы две монтажные панели, представляющие собой скелеты, вмонтированные в гипсовые плиты, — одну для I. dispar и одну для «I. victor». Их создателем был Хью Гибб, который подготовил для изучения и демонстрации большое количество ископаемых Марша. Монтажная панель I. dispar содержала только образец голотипа, в то время как панель с образцом «I. victor» несла кости, взятые с разных образцов, чтобы сделать выставочный образец более полным. Позднее выяснилось, что второй экспонат не содержал ни единого элемента, принадлежавшего непосредственно «I. victor». Все кости на этой панели принадлежали Apatornis celer, которого Марш отнёс к ближайшим родственникам ихтиорниса. Вдобавок оказалось, что фрагмент базикраниума был прикреплён на образце вверх ногами и не был подписан. И наконец, нижняя челюсть, отнесённая Маршем к другому виду ихтиорнисов, фигурировала на монтажной панели в качестве верхней челюсти.:8.
В какой-то момент до 1937 года номер каталога фактического образца голотипа «I. victor» (YPM 1452) по ошибке попал на монтажную панель. В 1997 году в каталоге Музея Пибоди сообщалось, что голотип состоит из большей части скелета, в то время как в действительности образец содержал всего три окаменелые кости. К 1997 году ситуация настолько зашла в тупик, что Жак Готье, куратор коллекции позвоночных, распорядился демонтировать обе монтажные панели. Это позволило правильно отсортировать кости и провести их трёхмерное изучение, которое прежде было невозможно, поскольку кости были вмонтированы в гипс. Полное повторное описание этих образцов выполнила Джулия Кларк в 2004 году:8.

## Систематика
Ихтиорнис близок к предкам современных птиц, но принадлежит к независимой линии. Долгое время считалось, что он близок к некоторым другим меловым таксонам, известным по очень фрагментарным остаткам: Ambiortus, Apatornis, Iaceornis и Guildavis, но они, кажется, ближе к предкам современных птиц, чем к Ichthyornis dispar. В обширном обзоре Джулии Кларк 2004 года устаревшие отряд Ichthyornithiformes и семейство Ichthyornithidae заменены кладой Ichthyornithes, которая была определена в работе в соответствии с филогенетической таксономией как название для всех таксонов или образцов, ближе родственных голотипу Ichthyornis dispar YPM 1450, чем птицам (Aves):20. Несмотря на то, что сама Кларк включает ихтиорниса в кладу Ichthyornithes, более поздние исследования относят его к узловой кладе птицехвостых (Ornithurae).

### Виды
Из нескольких ранее описанных видов ихтиорниса в настоящее время валидным признаётся только один — Ichthyornis dispar. Все остальные виды: Ichthyornis anceps, Ichthyornis agilis, Ichthyornis victor, Ichthyornis validus и Ichthyornis antecessor считаются младшими синонимами:21.

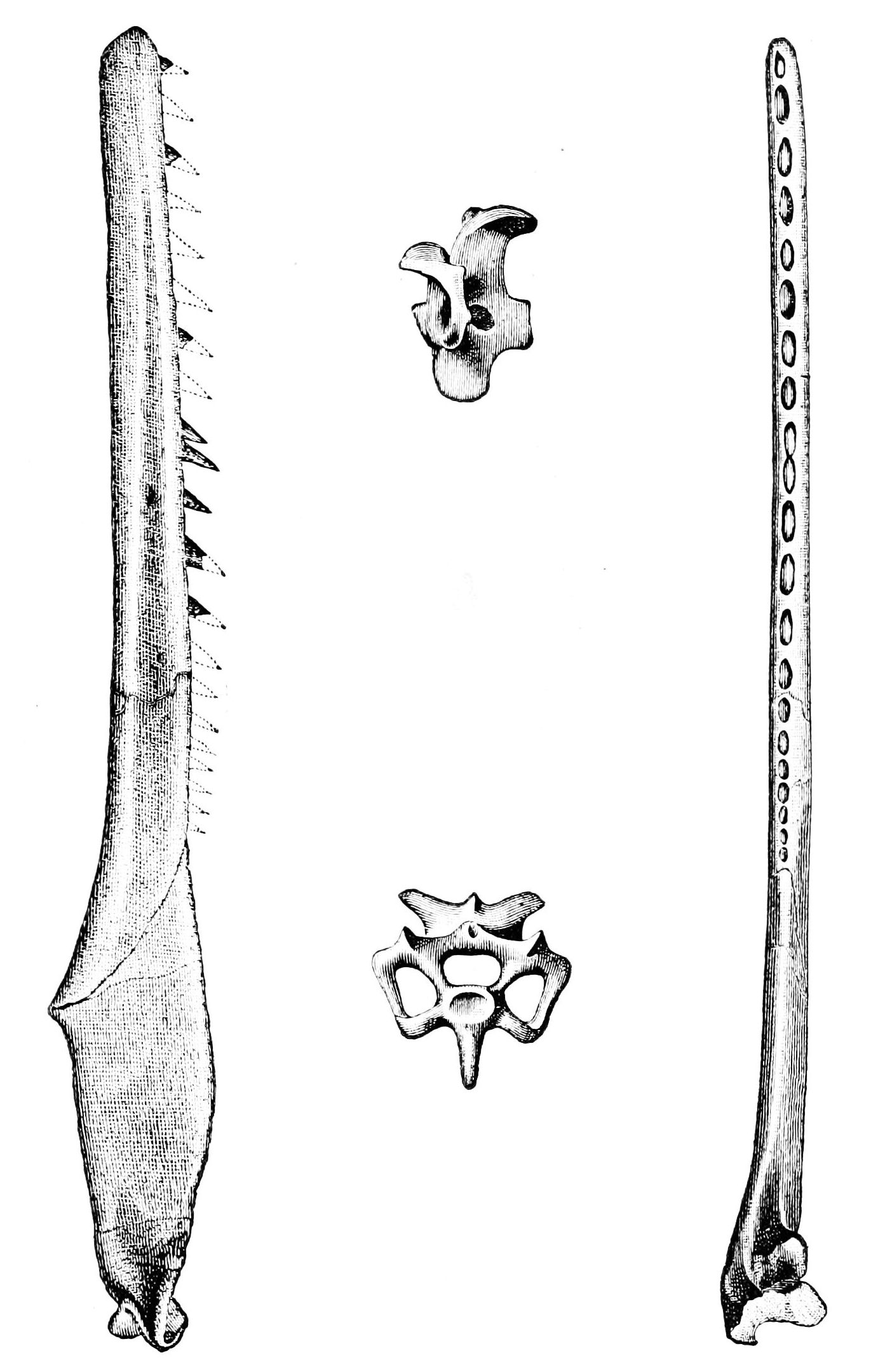
Нижняя челюсть и позвонки

Виды, признанные младшими синонимами Ichthyornis dispar:
- Ichthyornis anceps Marsh, 1872a. Вид Graculavus anceps был назван Маршем на несколько месяцев раньше ихтиорниса; этот вид ныне соотнесён с I. dispar. Кларк утверждала, что, поскольку правила обозначения животных, изложенные в Международном кодексе зоологической номенклатуры, гласят, что типовой вид рода должен быть изначально включён в этот род, Ichthyornis anceps не имеет права заменить I. dispar в качестве типового вида и должен считаться младшим синонимом, несмотря на то, что был назван первым[4]:38. Однако, палеонтолог Майкл Мортимер отметил, что это неверно; в то время как I. anceps не может стать типовым видом ихтиорниса, МКЗН не препятствует тому, чтобы он стал старшим синонимом вида I. dispar. Поэтому I. anceps следует рассматривать как правильное название для единственного признанного вида[17].
- Ichthyornis agilis Marsh, 1873a. Вид Graculavus agilis был назван Маршем немногим позднее ихтиорниса. Его описание состояло из двух коротких строк, которые не содержали ни названия голотипа, ни описания различий этого вида с видом Graculavus anceps. Сейчас вид соотнесён с видом I. dispar[4]:40.
- Вид Ichthyornis victor Marsh, 1876 отличается от голотипа I. dispar размером — он на 1/3 больше. Размер явился основной причиной отнесения некоторых образцов к виду I. victor, однако даже этот критерий был применён непоследовательно: например, Марш отнёс образец YPM 1733 к I. victor, хотя он был примерно такого же размера, что и образец I. dispar YPM 1764. Несколько описанных, но неиспользуемых для дифференциации морфологий также присутствуют в голотипе I. dispar. Эти морфологии, как известно сейчас, являются наследственными для более инклюзивных клад авиал[4]:38—42.
- Вид Ichthyornis validus Marsh, 1880 О. Марш включил в состав Odontornithes. Голотип не сопровождался ни описанием, ни определением отличий от других видов, ни диагнозом, только иллюстрацией[4]:42.
- Ichthyornis antecessor Wetmore, 1962. Вид Plegadornis antecessor в 1962 году назвал А. Ветмор на основе дистальной части плечевой кости. В 1972 году Кашин отметил, что название Plegadornis занято и переименовал таксон в Angelinornis antecessor. В 1975 году Ольсен синонимизировал названия Ichthyornis и A. antecessor и отнёс образец к ихтиорнису, отметив, что вид I. antecessor валиден. Дальнейшее изучение образца голотипа I. antecessor выявило ряд мелких анатомических различий от голотипа I. dispar, что можно было объяснить внутривидовой изменчивостью, а также разным возрастом находок. в результате вид I. antecessor был признан младшим синонимом I. dispar[4]:43.

Некоторые образцы, ранее причисленные к ихтиорнису, позднее были переклассифицированы в новые таксоны, не принадлежащие ни к ихтиорнисам, ни к ихтиорнисообразным:44.
Образец YPM 1760, крестец, упомянутый Маршем, но нигде не описанный, не диагностированный и не зарисованный, был поначалу отнесён к отдельному виду «Ichthyornis» tener. Позднее образец был переклассифицирован как вид Guildavis tener:44—46. Предполагаемый «Ichthyornis» lentos, например, фактически относится к раннему роду курообразных Austinornis:52. Образцы «Ichthyornis» celer и «Ichthyornis» marshi впоследствии был отнесены к новым видам Apatornis celer и Iaceornis marshi соответственно на основании существенных морфологических отличий от ихтиорниса:47—52. Ископаемые остатки нескольких видов, найденные в Центральной Азии в 1980-е годы: «Ichthyornis» minusculus из биссектинской свиты Кызылкума (Узбекистан) и «Ichthyornis» maltshevskyi, вероятно, принадлежали энанциорнисовым птицам:14.
Приведённая ниже упрощённая кладограмма отражает результат филогенетического анализа, выполненного в 2014 году Майклом Ли и его коллегами, расширенного по данным более раннего исследования 2012 года, выполненного О’Коннор и Чжоу. Названия клад соответствуют их определениям.

|  | † Hesperornithiformes                                                          |
|  |                                                                                |
|  | \| \| † Limenavis \| \| \| \| \| \| Neornithes (современные птицы) \| \| \| \| |
|  |                                                                                |
|  | † Limenavis                                                                    |
|  |                                                                                |
|  | Neornithes (современные птицы)                                                 |
|  |                                                                                |

|  | † Limenavis                    |
|  |                                |
|  | Neornithes (современные птицы) |
|  |                                |

|  | † Hesperornithiformes                                                          |
|  |                                                                                |
|  | \| \| † Limenavis \| \| \| \| \| \| Neornithes (современные птицы) \| \| \| \| |
|  |                                                                                |
|  | † Limenavis                                                                    |
|  |                                                                                |
|  | Neornithes (современные птицы)                                                 |
|  |                                                                                |

|  | † Limenavis                    |
|  |                                |
|  | Neornithes (современные птицы) |
|  |                                |